# Voie triomphale

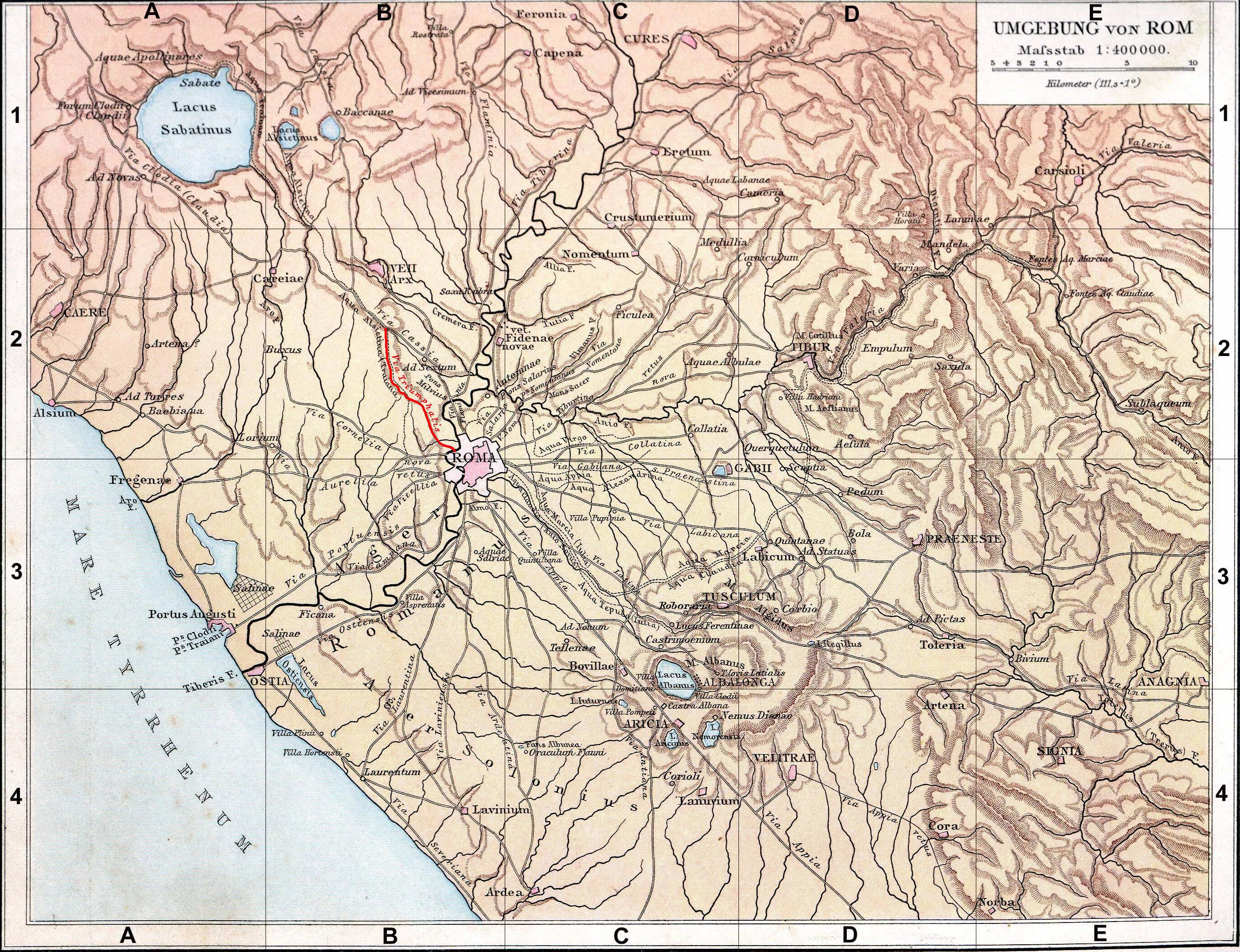
La voie triomphale sur une carte du Latium antique.

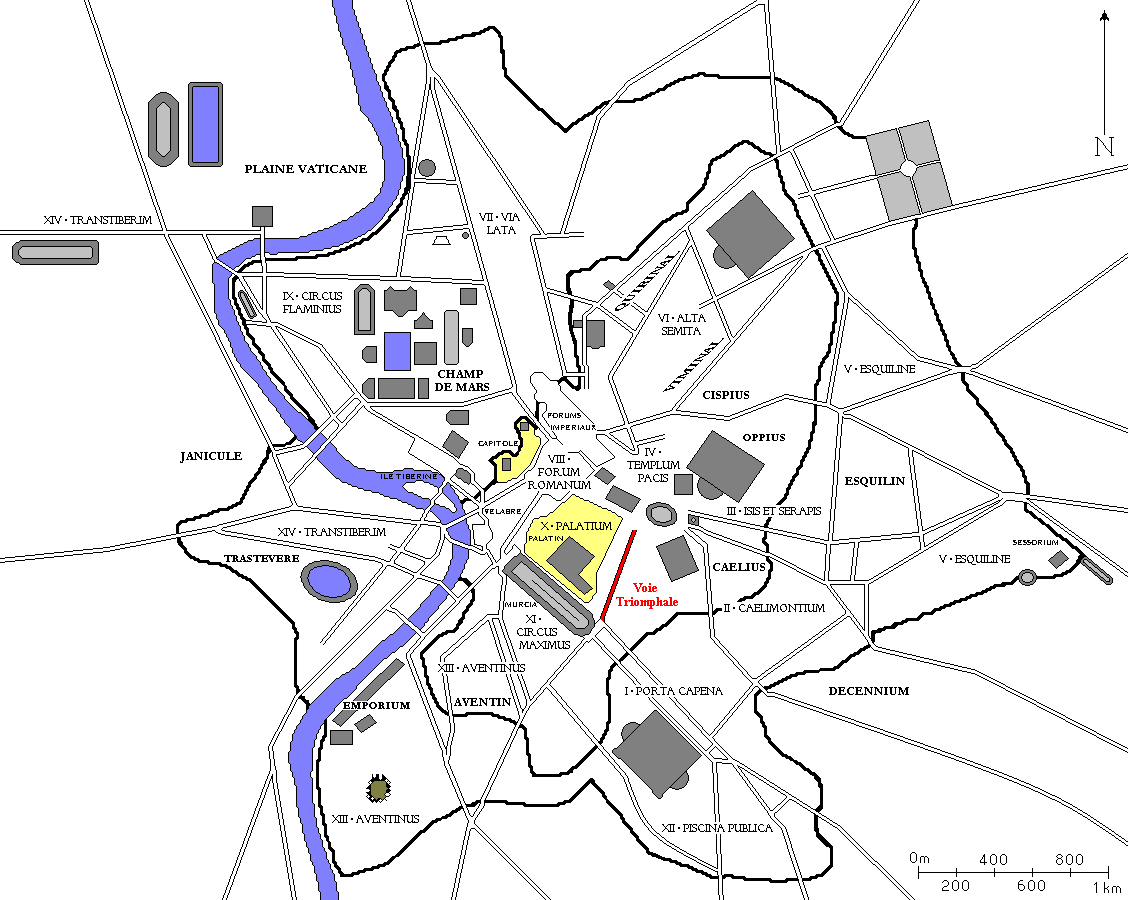
Plan de Rome avec la rue qualifiée de « voie triomphale » en rouge.

La Voie Triomphale (latin : Via Triumphalis) est une voie romaine secondaire qui relie Rome à la Via Cassia ou  Via Clodia, près de Véies. La via Trionfale moderne suit son tracé. Le terme peut également désigner la rue de Rome reliant le Colisée au Septizodium.

## La voie romaine
La voie quitte Rome par le pont de Néron (Pons Neronianus) et traverse la plaine vaticane sur la rive droite du Tibre. Elle traverse les Prati di Castello, suit la pente sud du Monte Mario et rejoint finalement la Via Clodia ou Via Cassia à environ 11 kilomètres au nord-ouest de Rome, à hauteur de la ferme La Giustiniana.
L'origine de son nom demeure mystérieuse. La voie ne peut être antérieure au règne de Néron. L'entretien est assuré par les curateurs qui supervisent le réseau de voie dont la Via Aurelia est la principale.

## Une rue de la Rome antique
Le nom de Via Triumphalis est également souvent donné à la rue qui suit la vallée entre le Mont Palatin et le Caelius, reliant le Colisée à l'extrémité orientale du Cirque Maxime, à la hauteur du Septizodium. Il s'agit d'un axe emprunté par les cortèges triomphaux. Toutefois, ce nom n'est pas attesté dans les sources antiques.